# Claytonia joanneana
Claytonia joanneana är en källörtsväxtart som beskrevs av Johann Jakob Roemer och Schult. Claytonia joanneana ingår i släktet vårskönor, och familjen källörtsväxter. Inga underarter finns listade i Catalogue of Life.